# 대만 철로 관리국
대만 철로관리국(중국어 정체자: 臺灣鐵路管理局, 병음: Táiwān Tiělù Guǎnlǐjú 타이완 톄루 관리쥐[*])은 중화민국 교통부가 운영하는 중화민국의 국영 철도 조직이다.

## 같이 보기
- 타이톄 도시락